# Venera Mannanova
Venera Gabdelnurovna Mannanova (in russo Венера Габдельнуровна Маннанова?; Tashkent, 22 luglio 1973 – 23 ottobre 2016) è stata una sollevatrice russa, medagliata europea, che ha gareggiato nella categoria dei pesi massimi.

## Carriera
Di origini uzbeke, ai campionati europei vinse una medaglia di bronzo a Roma nel 1994 e una medaglia d'argento a Sofia nel 2000; prese parte anche alle edizioni di Praga del 1996, dove si piazzò quinta nello slancio non terminando la gara, di La Coruña del 1999 dove si classificò al nono posto, di Trenčin del 2001 classificandosi al quarto posto e vincendo la medaglia d'argento nello strappo e di Adalia del 2002 piazzandosi quinta e aggiudicandosi la medaglia di bronzo nello strappo.
Ai campionati mondiali partecipò nell'edizione di Varna del 1992, classificandosi al sesto posto, a Lathi nel 1998 piazzandosi all'undicesimo posto e a Il Pireo nel 1999, dove si classificò decima.
Muore nell'ottobre del 2016 all'età di 43 anni.